# جرج توکورو
جرج توکورو (به ژاپنی: 所ジョージ) نام مستعار که بیشتر با این نام شناخته می‌شود، هاگا تاکایوکی (به ژاپنی: 芳賀 隆之 Haga Takayuki) یک کمدین، شخصیت تلویزیونی، خواننده و ترانه‌سرا، و مقاله‌نویس ژاپنی است. وی در توکوروزاوا، سایتاما به دنیا آمد.